# スパンタックス

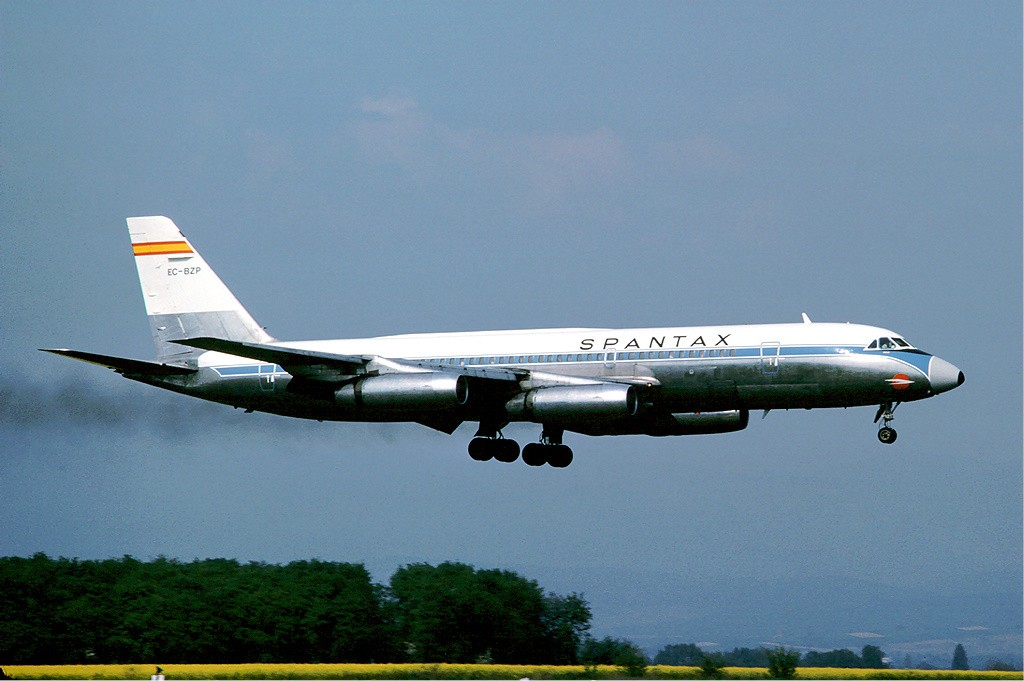
スパンタックスのCV-990

スパンタックス（SPANTAX）はかつてスペインに存在したチャーター航空会社。

## 概要
1959年にスパニッシュ・エア・タクシーの名称でカナリア諸島に設立。スペイン初の民間チャーター便会社として誕生した。
1963年にスパンタックスに名称変更。コンベア CV990やダグラス DC-9などの機材を使用し、国際線も運航していた。同社は、生産機数が少ないCV990を、1980年代まで使用していた唯一の航空会社だった。
しかし、1970年代から小さな事故を多発するようになり、1972年にはテネリフェ空港で墜落事故を起こし、安全性に疑問を持たれるようになった。さらにオイルショックによって、燃料価格が高騰すると、燃費の悪いCV990を運航していたスパンタックスは大打撃を受けた。それでも、1977年にはワイドボディ機であるマクドネル・ダグラス DC-10を導入。1980年代に入ると夏の観光シーズンにダグラス DC-8で東京向けのチャーター輸送を行うまでになった。
ところが、1982年にマラガ空港でDC-10のオーバーラン事故により50人が亡くなる惨事を起こしてしまい、チャーター契約は激減してしまった。その後、ルクセンブルクの投資会社によって買収され、ボーイング737-300などを導入して経営の立て直しを行ったが業績は好転せず、結局1988年に倒産してしまった。